# Niagara (rzeka)
Niagara – rzeka na granicy Kanady (Ontario) i Stanów Zjednoczonych (Nowy Jork), o długości 55 km, przepływająca z jeziora Erie do jeziora Ontario.

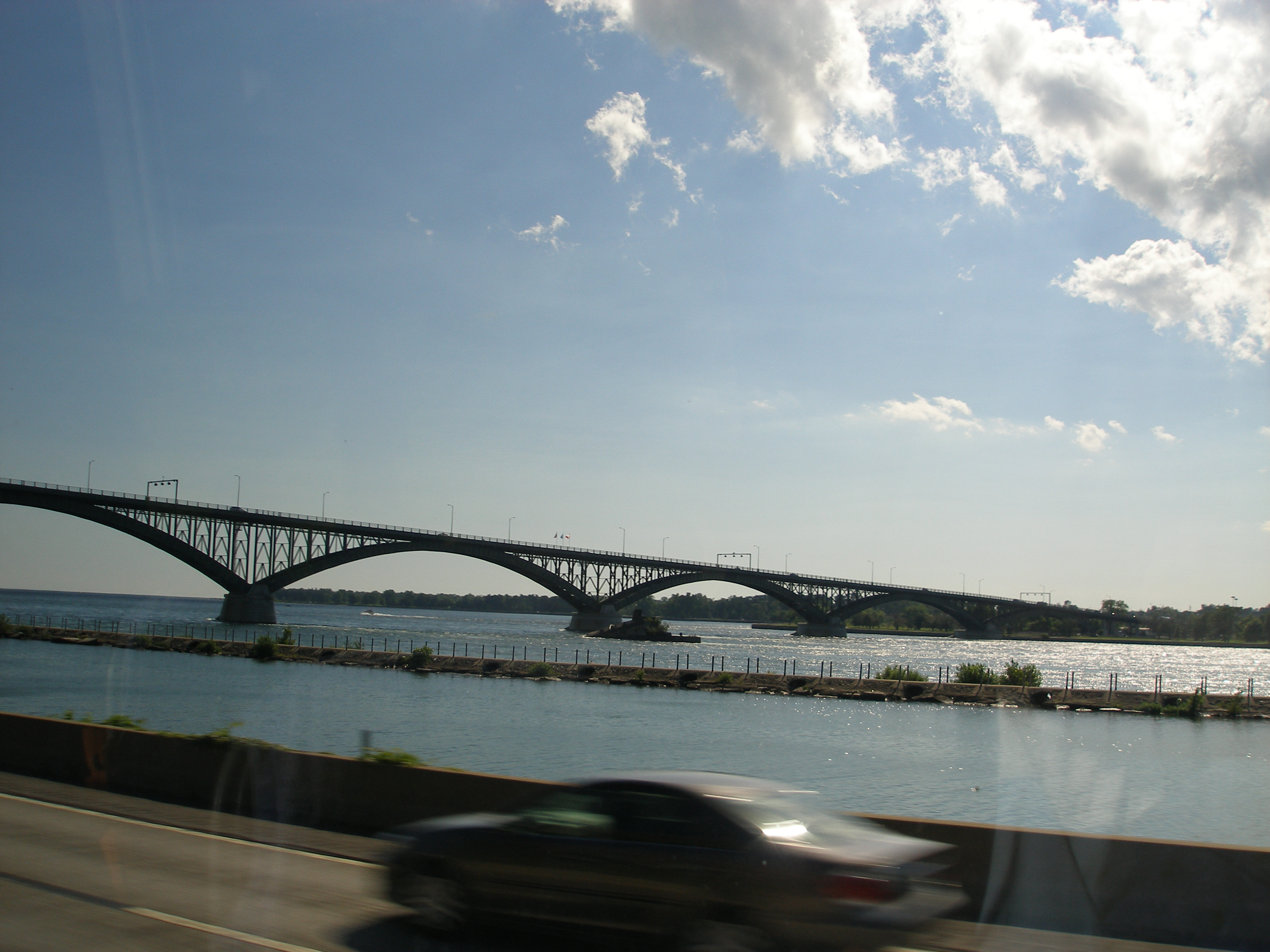
Most na rzece Niagara

Niagara powstała ok. 12 tys. lat temu, kiedy na skutek topnienia cofających się lodowców, wody wystąpiły z jeziora Erie. Rzeka płynąc z jeziora Erie do jeziora Ontario, musi pokonać prawie 100-metrową różnicę poziomów. Mniej więcej w połowie drogi spada dwiema kaskadami. Wodospad Niagara na skutek erozji gleby cofnął się około 11 km w górę rzeki w stosunku do pierwotnego położenia. Proces cofania wodospadu zachodzi nadal, jednak po kosztownych inwestycjach, które spowolniły nurt rzeki na tym krótkim odcinku, ograniczony został z 1 m do 30 cm rocznie.
Nazwa rzeki pochodzi od zniekształconej nazwy plemienia Indian Ongniaahra, zamieszkującego w XVIII wieku te tereny.